# Vuole-Krönekenjaure
Vuole-Krönekenjaure är en sjö i Strömsunds kommun i Jämtland och ingår i Ångermanälvens huvudavrinningsområde. Sjön har en area på 0,137 kvadratkilometer och ligger 720,3 meter över havet. Vuole-Krönekenjaure ligger i Frostvikenfjällen Natura 2000-område.

## Delavrinningsområde
Vuole-Krönekenjaure ingår i det delavrinningsområde (718146-145258) som SMHI kallar för Utloppet av Vuole-Krönekenjaure. Medelhöjden är 763 meter över havet och ytan är 1,48 kvadratkilometer. Räknas de 4 avrinningsområdena uppströms in blir den ackumulerade arean 7,67 kvadratkilometer. Vattendraget som avvattnar avrinningsområdet har biflödesordning 5, vilket innebär att vattnet flödar genom totalt 5 vattendrag innan det når havet efter 305 kilometer. Avrinningsområdet består mestadels av skog (68 procent) och kalfjäll (23 procent). Avrinningsområdet har 0,14 kvadratkilometer vattenytor vilket ger det en sjöprocent på 9,2 procent.